# Swarm (додаток)
Swarm — мобільний додаток для операційних систем iOS, Android та Windows Phone 8.1, який дозволяє користувачам ділитись своїм місцезнаходженням. Це спін-оф більш раннього додатку Foursquare. Swarm дозволяє чекінитись, а також знаходити друзів поблизу та складати з ними спільні плани.
Swarm є доповненням до Foursquare. Основною функцією Swarm є позначення свого місця перебування, тоді як Foursquare фокусується на пошуку інформації про локації. Swarm дозволяє додавати до чекінів фото та стикери, а також поширювати чекіни до інших соціальних мереж, таких як Facebook та Twitter.

## Стикери
Користувач може додавати до чекінів стикери, які описують його настрій або те, чим він зараз займається.
Стандартні стикери
Існує 20 стандартних стикерів, які доступні після реєстрації усім користувачам
Колекційні стикери
Існує 100 стикерів, які треба розблоковувати певними чекінами (наприклад стикер Newbie розблоковується після першого чекіну).
Лімітовані стикери
Лімітовані стикери випускаються під певну подію і можуть будуть розблоковані після чекіну в певний день.
- 2014

- Чемпіонат світу з футболу
- День подяки
- Різдво
- Ханука
- Зима

- 2015

- День святого Валентина
- День святого Патрика
- Гра престолів (5 сезон)
- День Foursquare
- 4/20
- День «Зоряних війн»
- Чемпіонат світу з футболу серед жінок
- День батька
- 4 липня (День незалежності США)
- US Open
- 30-та річниця Super Mario Bros.
- Октоберфест
- Grumpy Cat
- День «Назад у майбутнє»
- Гелловін